# Poligamia

Poligamia humana legalizada em legislação;
Poligamia não regulada: nem reconhecida, nem criminalizada;
Poligamia humana criminalizada em legislação;
Outros:
^{1}Índia, Filipinas, Singapura, Malasia e Sri Lanka: legal só para Muçulmanos.
^{2}Eritrea: Só os muçulmanos podem legalmente contrair casamentos poligâmicos em certos países e regiões sob a lei da xaria que o permita.
^{3}República da Maurícia: uniões polígamas não são legalmente reconhecidas. Os homens muçulmanos podem "se casar" com quatro mulheres, que, no entanto, não gozam do estatuto legal de esposas..

Poligamia é a união reprodutiva entre três ou mais indivíduos de uma espécie. Na maioria dos países do mundo ocidental, a poligamia é um crime onde uma pessoa no casamento civil está casada com mais de uma pessoa ao mesmo tempo, sem antes ter passado pelo divórcio. Exemplo: quando um homem tem duas esposas em papel e não se divorciou de uma delas para poder se casar legalmente com a outra e acaba mantendo um casamento com as duas mulheres ao mesmo tempo.
Nos humanos, a poligamia é o casamento ou a união conjugal entre três ou mais pessoas. Os casos mais típicos são a poliginia, em que um homem é casado com duas ou mais mulheres, e a poliandria, em que uma mulher vive casada com dois ou mais homens. Mas também existem casos de poliginandria, em que dois ou mais homens se unem a duas ou mais mulheres. Não deve confundir-se com o amantismo, que é também comum nas sociedades humanas, mas em que o laço com um parceiro sexual para além do casamento não é, nem aceite pela lei, nem na maior parte das vezes, de conhecimento público.
Em 2009, a poligamia era legal ou considerada aceitável por grande parte da população em 32 países, 25 deles em África e 7 na Ásia. A prática cultural da poligamia ao redor do mundo é menos comum que a prática da monogamia. Em culturas que praticam a poligamia, sua prevalência entre a população está frequentemente ligada à classe e ao status socioeconômico.
De um ponto de vista legal, em muitos países, embora o casamento seja legalmente monogâmico (uma pessoa só pode ter um cônjuge e a bigamia é ilegal), o adultério não é ilegal, levando a uma situação de poligamia de fato permitida, embora sem reconhecimento de "cônjuges" não oficiais.
Poligamia é um sistema de acasalamento em que um indivíduo mantém relações reprodutivas com vários parceiros durante a mesma temporada reprodutiva, ao contrário da monogamia, onde um indivíduo se reproduz com apenas um parceiro por estação reprodutiva. 
A poligamia está normalmente relacionada com investimento parental desigual e com pressões seletivas sobre o sexo que compete mais intensamente por parceiros (geralmente os machos). A evolução do sistema de acasalamento de uma espécie envolve fatores como: distribuição dos recursos no ambiente; capacidade de defesa de território ou do(s) parceiro(s); relação custo-benefício da exclusividade de parceiros.
Dentro deste assunto, devemos distinguir o sistema social do sistema reprodutivo. O sistema social refere-se à organização das relações entre os indivíduos de uma espécie — por exemplo, se vivem em pares, em grupos ou solitários, e como cooperam ou competem entre si. Quando dizemos que uma espécie é socialmente monogâmica, isto significa que um macho e uma fêmea formam um par estável, normalmente vivendo juntos e, muitas vezes, cooperando na criação da prole. Esse é um padrão muito comum entre aves, onde machos e fêmeas frequentemente dividem o cuidado parental.
No entanto, o sistema reprodutivo está relacionado com quem, de fato, os indivíduos se reproduzem para gerar descendentes. Algumas espécies que são socialmente monogâmicas acabam sendo, na prática, geneticamente poliândricas (fêmeas acasalam com múltiplos parceiros sexuais), poligínicas (machos acasalam com múltiplas parceiras) ou até praticantes de ambos os comportamentos. Isso significa que, mesmo dentro de um par social estável, podem ocorrer cópulas com outros indivíduos além do outro membro do par social, o que, no caso da fêmea, resulta em ninhadas com paternidades múltiplas.
Dentro do reino animal, o termo poligamia não seria o mais adequado para ser utilizado, pois traz uma forte ligação a contextos sociais e culturais humanos, onde refere-se a sistemas matrimoniais, ou seja, relações formais de casamento entre indivíduos. Como entre animais não existem esses tipos de laços ou instituições sociais formais, o mais correto seria utilizar termos específicos para as diferentes estratégias reprodutivas ou sistemas de acasalamento, especificando a qual sexo o termo refere-se . Dessa forma, existem três termos que descrevem esses comportamentos:

## 1. Poliginia
Quando um macho se reproduz com várias fêmeas em uma temporada ou estação reprodutiva (ex: leões - defesa feminina; defesa de recursos - peixe ciclídeo africano; lek - iguanas marinhas de Galápagos). Existem três subtipos principais de poliginia:

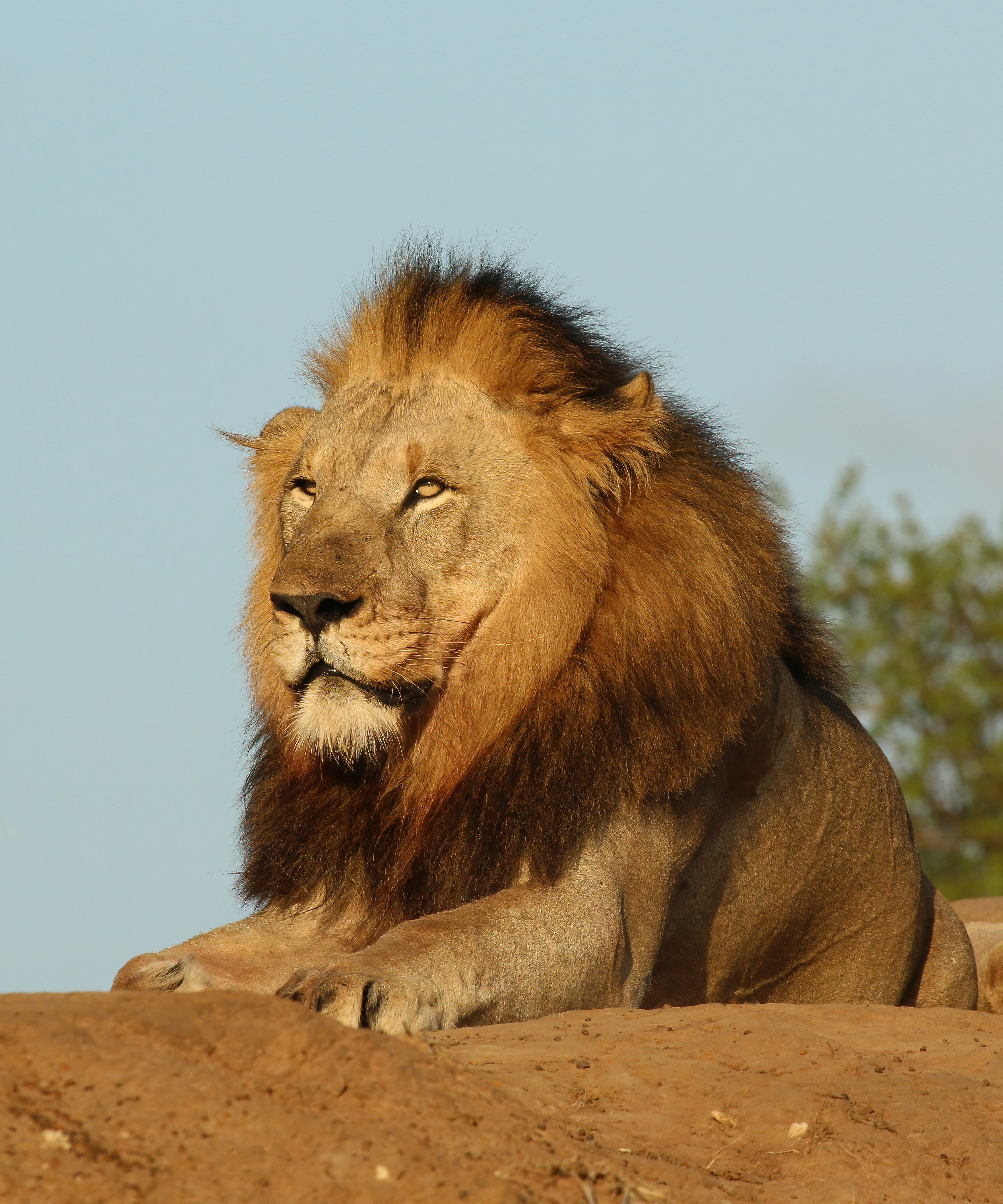
O leão [feminino: leoa], (nome científico: Panthera leo) é uma espécie de mamífero carnívoro do gênero Panthera e da família Felidae.

Poliginia de defesa das fêmeas: quando fêmeas receptivas ocorrem em grupos defensáveis, os machos competem diretamente por esse grupo. Um exemplo são os leões (Panthera leo), onde os machos competem por bandos de fêmeas organizadas em torno de territórios estáveis. Isso favorece machos com habilidades de combate superiores, especialmente devido à ameaça de infanticídio.
Poliginia de defesa de recursos: quando os recursos estão agrupados, eles atraem várias fêmeas e são facilmente defensáveis, fazendo com que os machos protejam os recursos e por extensão, as fêmeas, estabelecendo um território. Um exemplo é o peixe ciclídeo africano (Lamprologus callipterus):  nessa espécie, as fêmeas depositam uma ninhada de ovos em uma concha vazia de caracol e então nadam para dentro dela para permanecer com os ovos e filhotes até que estejam prontos para deixar o ninho. Os machos territoriais, que são muito maiores que as fêmeas, não apenas defendem locais adequados para nidificação, mas também coletam conchas do fundo do lago e as roubam dos ninhos de machos rivais para criar monturos de até 86 conchas. O macho pode acumular montes de conchas com até 14 fêmeas nidificando simultaneamente.
Poliginia de lek: quando os recursos são distribuídos de forma heterogênea e as fêmeas estão espalhadas, não formando grupos, os machos esperam que as fêmeas venham até eles ao estabelecer um agrupamento de exibição, o lek, em locais onde as fêmeas precisam passar, como em áreas que fornecem acesso a locais de alimentação ou então em locais convenientes para se exibirem para as fêmeas. Um exemplo são as iguanas marinhas de Galápagos (Amblyrhynchus cristatus), onde os machos estabelecem seus leks nas áreas rochosas entremarés que fornecem acesso para a alimentação desses animais.

## 2. Poliandria

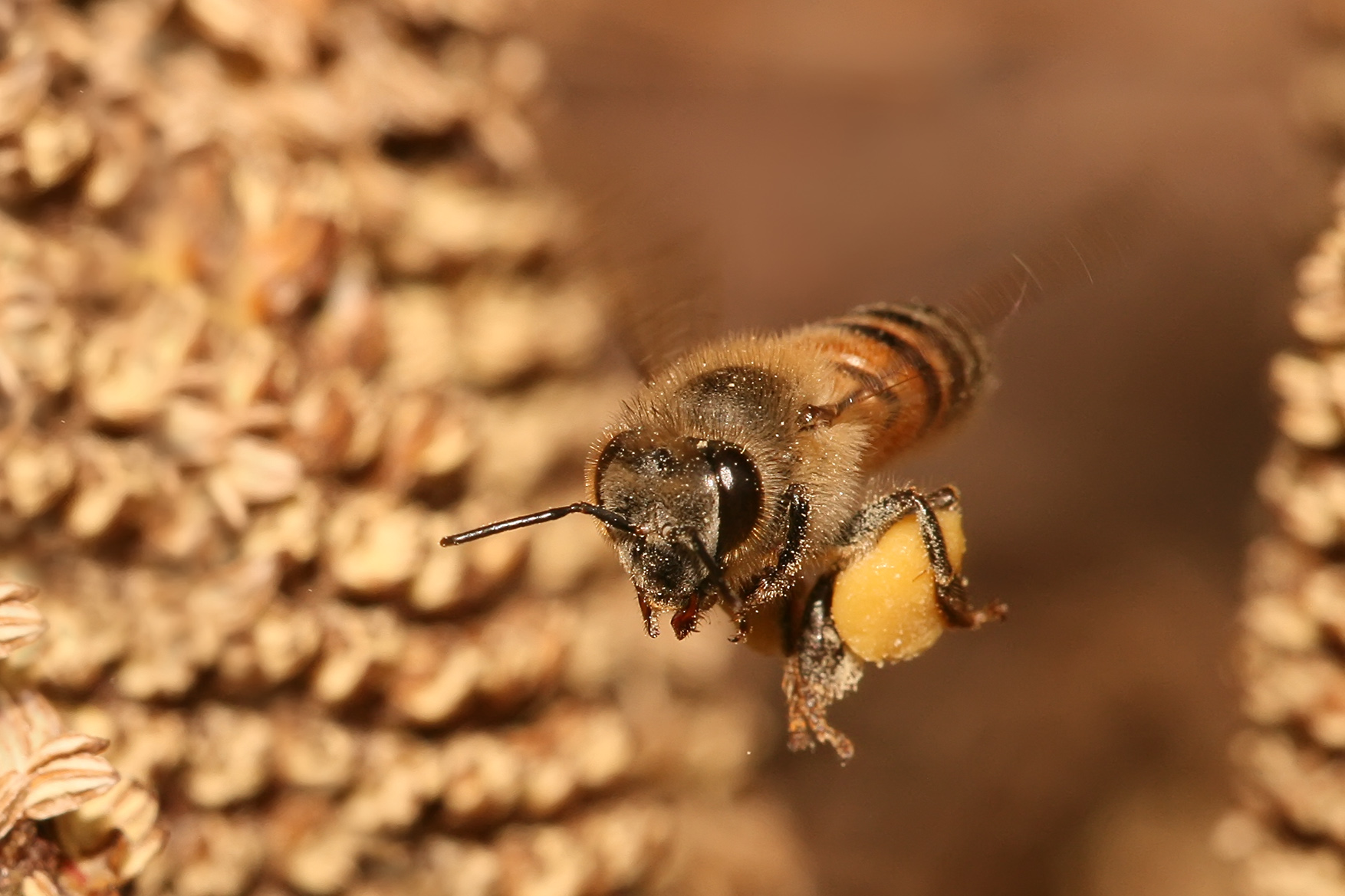
A abelha-europeia (Apis mellifera) é uma abelha social, de origem europeia.

Este sistema reprodutrivo ocorre quando uma fêmea se reproduz com vários machos (ex: abelhas-melíferas). Muitas vezes, a poliandria parece estar relacionada à escassez de territórios adequados, o que leva a uma proporção sexual operacional (relação entre machos e fêmeas sexualmente disponíveis em uma população em um determinado momento) altamente enviesada para os machos, uma vez que os machos superam em número a quantidade de fêmeas reprodutoras territoriais. Um exemplo muito comum são algumas espécies do gênero Apis, as quais são altamente poliândricas, com fêmeas de A. florea aceitando e utilizando esperma de cerca de 10 machos em média e fêmeas de A. dorsata adquirindo esperma de uma média de 63 machos.

## 3. Poliginandria
Quando vários machos e várias fêmeas formam relacionamentos reprodutivos simultâneos dentro de um mesmo grupo social, onde há relações sociais relativamente estáveis e, na maioria das vezes, os machos e as fêmeas dividem responsabilidades como defesa de território e cuidado parental. Dois exemplos para ilustrar esse sistema de acasalamento são: o ferrão-comum, que apresenta alta plasticidade no comportamento de acasalamento e, dependendo das circunstâncias sociais ou ecológicas pode exibir poliandria, poliginia, monogamia e poliginandria; outro exemplo é o do marreco-comum na Nova Zelândia, que também apresenta diversificação no comportamento reprodutivo, exibindo os 4 tipos citados anteriormente, sendo que essa variação é resultado de conflitos sexuais, onde a monogamia e poliginandria acontecem quando nenhum dos sexos consegue obter vantagem em relação ao outro.
Na África, nas Américas e no Sudeste Asiático na Era Pré-moderna, cerca de 1600 a.C. a 600 a.C.; Tanto a monogamia quanto a poligamia ocorriam. A poligamia ocorria mesmo em áreas onde a monogamia era prevalente. A riqueza desempenhava um papel fundamental no desenvolvimento da vida familiar durante esses tempos. Riqueza significava que os homens mais poderosos tinham uma esposa principal e várias esposas secundárias, o que era conhecido como poliginia de recursos. Os governantes locais das aldeias geralmente tinham a maioria das esposas como sinal de poder e status. Os conquistadores das aldeias frequentemente se casariam com as filhas dos ex-líderes como símbolo da conquista. A prática da poliginia de recursos continuou com a disseminação e expansão do islamismo na África e no Sudeste Asiático. As crianças nascidas nessas famílias foram consideradas livres. As crianças nascidas de concubinas livres ou escravas eram livres, mas tinham menor status do que aquelas nascidos das esposas. Os arranjamentos variaram entre as áreas. Na África, cada esposa geralmente tinha sua própria casa, bem como propriedade e animais. A ideia de que toda propriedade era de propriedade do marido originou-se no Antigo Oriente Próximo e não foi reconhecida na África. Em muitas outras partes do mundo, as esposas viviam juntas em reclusão, sob uma casa. Um harém (também conhecido como uma área proibida) era uma parte especial da casa para as esposas.
Laura Betzig argumenta que, "nas seis grandes civilizações altamente estratificadas, as camadas menos favorecidas eram geralmente monogâmicas, não obstante as elites praticavam a poliginia de fato. Estes estados incluíam: a Mesopotâmia, o Antigo Egito, o Império Asteca, o Império Inca, a Índia Antiga e a China Antiga."
A questão sempre esteve também no centro do debate religioso. O Velho Testamento fala de um personagem como Jacó, que teve duas mulheres, duas servas e doze filhos (vários deles com as servas). Essa prole viria a dar origem às doze tribos de Israel.  No Judaísmo, a poliginia foi proibida pelos rabinos, não por Deus. O rabino Gershom ben Judah recebeu o crédito da proibição da poligamia, que ocorreu somente no século XI d.C. Já os cristãos, reduziram o número de famílias onde ocorria a poliginia gradativamente após as intervenções dos romanos na Igreja Católica, já que esses, diferentemente dos antigos hebreus, possuíam hábitos monogâmicos.
No Islão, por outro lado, ela tem sido praticada desde os tempos pré islâmicos  (o próprio profeta Maomé teve 9 ou 11 casamentos simultâneos).[carece de fontes?]  mas as mulheres muçulmanas não podem se casar mais de uma vez em qualquer situação. Segundo os crentes, a razão para não permitir que as mulheres muçulmanas tenham mais do que um marido  é que o Islã tornou o homem o chefe da família, e isso iria contra o conceito de família que o  Islã quer promover.[carece de fontes?] O Alcorão sugere a poligamia como uma alternativa ao homem para que tenha muitos matrimônios.  indicando que este deve tomar duas, três ou quatro esposas, porém se não for capaz de lidar justamente com elas, deve se restringir a apenas uma esposa. Hoje, continua a ser adotado em alguns países muçulmanos e em processo de adoção em outros, o costume é regulamentado pelo Alcorão que tolera a poligamia e permite um máximo de 4 esposas.
Entre os hindus, o Rig Veda menciona que durante a civilização védica da Índia Antiga, um homem poderia ter mais de uma esposa. A prática é atestada em épicos como Ramayana e Mahabharata. Os Dharmashastras permitem que um homem se case com mulheres de castas inferiores desde que a primeira esposa seja de casta igual a sua. Apesar de sua existência, era mais comumente praticado por homens de castas mais altas e com status mais elevado. As pessoas comuns só tiveram permissão para um segundo casamento se a primeira esposa não pudesse ter um filho.
Na Índia o número de esposas está ligado ao sistema de castas: um Brâmane (clero hindu) poderia ter quatro esposas na ordem direta das (quatro) castas; Um Xátria (nobreza), três; Um Vaixá (comerciantes), duas; Um Sudra (servos), uma só. Em 1955 o Parlamento indiano, como parte de políticas de combate a discriminação com base na casta, tornou a poligamia ilegal para todos na Índia, exceto para os muçulmanos. Antes de 1955, a poligamia era permitida para os hindus. A Constituição Indiana rejeita a discriminação com base na casta, em consonância com os princípios democráticos e seculares que fundaram a nação. As leis de casamento na Índia dependem da religião das partes em questão.
Já na China Antiga, os imperadores poderiam e muitas vezes tinham centenas de milhares de concubinas. Funcionários ricos e comerciantes da elite também  tinham concubinas além das esposas legais. A poligamia foi de fato amplamente praticada na República da China de 1911 a 1949, antes que o Kuomintang fosse derrotado na Guerra Civil e forçado a recuar para Taiwan. No entanto, a revolução comunista na China mudou essas ideias, já que os revolucionários comunistas na China consideravam a monogamia como meio de dar às mulheres e aos homens direitos iguais em casamento. O governo comunista recém formado estabeleceu a monogamia como a única forma jurídica de casamento.
A poligamia faz parte da cultura de várias sociedades humanas, mas tem geralmente causas econômicas.[carece de fontes?] Como consequência das guerras, em que muitos povos estiveram envolvidos e em que participavam principalmente os homens, muitas mulheres (e seus filhos) ficavam viúvas (e órfãos) e uma forma de prestar assistência a essas pessoas sem meios de subsistência, era o casamento. Outras causas incluem o êxodo rural, em que muitos homens trocam o campo pela cidade, ou migram para outros países, em busca de emprego, deixando um "excesso" de mulheres nas aldeias.

### África
A poligamia é uma prática frequente na África e no Médio Oriente, uma vez que a segunda religião no continente africano mais praticada é a muçulmana, sendo esta religião forte propagadora da prática, devido o livro sagrado dessa fé, o Alcorão, prever que um homem pode possuir até quatro mulheres, contando que ele consiga dar atenção e boas condições a cada uma delas. Nesse sentido, a religião entende ser melhor a sinceridade com as parceiras do que a mentira na relação. Embora a poliginia seja mais comum, a poliandria também existe. Estas práticas não estão associadas ao patriarcado ou à sociedade matriarcal, ainda existentes em África, mas às condições de vida na zona rural e principalmente a cultura muçulmana lá existente, embora possam verificar-se casos isolados na zona urbana. Em 2013, a antiga oposição líbia aboliu a obrigatoriedade da monogamia, argumentando que a lei de Muammar al-Gaddafi violava a xaria.

### Ásia
Na República da Chechênia, a poligamia foi tornada uma forma legal de casamento. Por outro lado, no norte da Índia e no Uzbequistão, foram registados casos de poliandria, que também poderiam ser consideradas uniões múltiplas entre membros de duas famílias.

### Brasil
No Brasil a poligamia é considerada crime pelo Código Penal Brasileiro,com pena máxima de 3 anos (para quem compartilha o cônjuge) a 6 anos (para quem tem vários cônjuges) e o casamento poligâmico não é válido para o nosso Direito de Família, sendo esta escritura nula, nos termos do artigo 166, por motivo evidentemente ilícito (contra o direito) e por fraudar norma imperativa que proíbe uniões formais ou informais poligâmicas.
Em recentes casos o judiciário brasileiro reconheceu a união estável de mais de duas pessoas, embora a bigamia seja proibida por lei.
No território onde hoje chamam de Brasil, existem povos em que não é incomum a prática da poligamia. No modelo de poliginia (um homem com duas ou mais mulheres), é conhecido que ocorre atualmente entre os povos indígenas Xavante, Nambikuára e Tenetehára. Também já foi comum entre os antigos Tupinambás. Já entre os Xókleng, os modelos de poliandria (uma mulher com dois ou mais homens) ou de poliginandria (duas ou mais mulheres com dois ou mais homens) são comuns.
Em dados do censo demográfico do Brasil de 2022, constatam que a maioria possui vive na solteirice. Esse fenômeno foi reportado como um crescimento da agamia, se referindo a quem escolhe ser solteiro.